# Nebria lyubechanskii
Nebria lyubechanskii (лат.) — вид жуков-жужелиц из подсемейства плотинников. Распространён на юго-востоке Тувы — хребтах Цаган-Шибэту и западный Танну-Ола. Обитают в высокогорьях на каменных россыпях близ снежников. Вид назван в честь Ильи Игоревича Любечанского (Новосибирск), собравшего часть типовой серии.
Длина тела самцов 8,65—9,8 мм, самок — 9,4—10,3 мм. Тело тёмно-коричневое, без металлического блеска. Голова с двумя слитными нерезко отграниченными красными лобными пятнами.
От других родственных видов (Nebria sajana, Nebria roddi) отличается относительно узким эдеагусом и мелкими глазами.